# 盧啟賢
盧啟賢（英語：Calvin Lo），香港企業家和慈善家。

## 事業
盧啟賢是人壽保險經紀公司 R.E. Lee International 的首席執行官，專注為超高淨值的個人和企業提供產業規劃和業務繼承服務。 有预计称，他的團隊每年獲得10億美元保費。 在2017年，盧啟賢成立了R.E. Lee Capital，提供財富管理和諮詢服務，自稱管理著100億美元。
2020年8月，他以1億美元收購英國車隊威廉姆斯車隊。
盧啟賢在2023年7月登上美國《福布斯》亞洲版頭條；福布斯先前的一項調查則對他的財富申報準確性提出質疑。 盧啟賢向泰國皇家警察提出投訴，指美國福布斯對其報導侵犯隱私、信息歪曲和誹謗。
盧啟賢於2021年至2024年，連續四年被列入香港雜誌《Gafencu》（中文名稱《高峰傲》）發布的「Power List 300」，該名單每年收錄300位在香港具一定影響力的人士。

## 財富及慈善
根據2022年的估算，盧啟賢個人淨資產為20億美元，排在香港富豪榜第43位；每年富豪榜出版時，他都會要求該雜誌將他排除在外。
盧啟賢其慈善計劃設立了價值2.45億美元。

## 外部鏈接
- R.E. Lee International （页面存档备份，存于）
- R.E. Lee Capital （页面存档备份，存于）
- The 195 Project （页面存档备份，存于）